# West Burlington
West Burlington ist eine Stadt im Bundesstaat Iowa in den Vereinigten Staaten. Es liegt auf der Ebene über dem Westufer des Mississippi am nordwestlichen Stadtrand von Burlington. Das U.S. Census Bureau hat bei der Volkszählung 2020 eine Einwohnerzahl von 3.197 ermittelt.
Obwohl an der Stelle der heutigen Gemeinde West Burlington bereits eine kleine Siedlung namens Leffleers Station bestand, gilt erst 1882 als eigentliches Gründungsdatum. Zu diesem Zeitpunkt hatte die Chicago, Burlington and Quincy Railroad, die in Burlington eine ihrer wichtigsten Stationen betrieb, auf einer Fläche von 1000 acres, die sie von der Stadt Burlington erworben hatte, ein Betriebsgelände errichtet, auf dem Waggons gebaut und Lokomotiven repariert wurden. Um verwaltungstechnische Meinungsverschiedenheiten mit der Stadt zu umgehen, erklärte die Bahngesellschaft das Gelände zu einer eigenständigen City. Während in der ersten Zeit bis zu 1600 Mitarbeiter auf dem Gelände beschäftigt waren, wurde die Beschäftigtenzahl nach Einführung des Dieselbetriebes drastisch reduziert. Mitte der 1960er Jahre war das Werk nur noch Arbeitgeber für 500 Mitarbeiter.
Die wirtschaftliche Ausrichtung der Gemeinde liegt heute, nach dem weitgehenden Niedergang des ursprünglich hauptsächlich arbeitsgebenden Wagonbau-Werkes, weitgehend ländlich-mittelständisch ausgerichtet. Die Diversität der angesiedelten Unternehmen ist hoch; besonders häufig finden sich Produktionsstätten für Bio-Ethanol aus landwirtschaftlichen Abfällen im Gebiet der Gemeinde.
West Burlington wird über den U.S. Highway 34, der durch das Gebiet der City führt, sowie über die Nord-Süd-Verbindung des U.S. Highway 61, der östlich der Gemeinde verläuft, an das Schnellstraßennetz der Vereinigten Staaten angeschlossen. An den regionalen Luftverkehr ist es zudem durch den Burlington Airport, der in etwa fünf Kilometer Luftlinie südöstlich auf dem Stadtgebiet Burlingtons liegt, angebunden.
Die Gemeinde verfügt neben den üblichen Grundschulen über eine Highschool, die West Burlington Arnold Jr./Sr. High School, und das 1920 gegründete Southeastern Iowa Community College, das in erster Linie technisch ausgerichtete Studiengänge anbietet.